# Stanisław Sylwester Szarzyński
Stanisław Sylwester Szarzyński (XVII/ XVIII wiek) – polski kompozytor epoki baroku, ksiądz katolicki. Informacje o jego życiu są ułamkowe, nieznane są nawet daty urodzin i śmierci. Wiadomo, że należał do zakonu cystersów. Prawdopodobnie był dalekim krewnym poety Mikołaja Sępa Szarzyńskiego i urodził się na terenie dawnej Rusi Czerwonej, gdzie leżały dobra Szarzyńskich. 
Zachowane utwory Szarzyńskiego noszą daty 1692–1713. Zapewne autor był związany z kapelą prymasowską w Łowiczu, gdzie zachowały się rękopisy jego utworów. Mógł też długo przebywać za granicą, gdyż w polskich rejestrach klasztornych brak o nim informacji. 
Pozostawił 10 zachowanych do dziś utworów. Są to głównie kompozycje wokalno-instrumentalne do łacińskich tekstów religijnych, m.in. koncerty na głos solowy, dwoje skrzypiec i organy (Jesu, spes mea, Pariendo non gravaris, Ave Regina, Veni Sancte Spiritus) oraz utwory na chór z towarzyszeniem instrumentów (Litania Cursoria, Completorium, motet Ad hymnos, ad cantus). Szarzyński jest także autorem najstarszej znanej w Polsce pastorałki, napisanej jeszcze do tekstu łacińskiego pt. Motetto de Nativitate. Jedynym zachowanym utworem instrumentalnym Szarzyńskiego jest Sonata na 2 skrzypiec i basso continuo, napisana w formie sonaty da chiesa, ale jeszcze z cechami dawnej canzony. Sonata ta należy do najwybitniejszych utworów instrumentalnych polskiego baroku, zachowała się w rękopiśmiennej kopii z roku 1706.